# Заметное
Заме́тное — село Чугуевском муниципальном районе Приморского края России.

## География
Село находится в долине ручья Каменский, который слиянием с Потаповым ключом образует реку Каменка — правый приток Уссури, на расстоянии 21 км (по прямой) к северо-востоку от села Чугуевка, административного центра района.
От села Каменка (на трассе Осиновка — Рудная Пристань) на восток к Заметному идёт автодорога протяжённостью около 7 км.

## История
Основано в 1948 году. В 1964 году указом Президиума Верховного Совета РСФСР посёлку лесозаготовительного пункта Каменка присвоено наименование село Заметное.

## Население
| 2002 | 2006 | 2010 |
| ---- | ---- | ---- |
| 181  | ↗196 | ↘139 |

## Улицы
В селе имеются две улицы: Лесная и Центральная.

## Экономика
- Предприятия по заготовке леса.
- Жители занимаются охотой и сельским хозяйством.